# Municipio de Weldon (Carolina del Norte)
El municipio de Weldon (en inglés: Weldon Township ) es un municipio ubicado en el  condado de Halifax en el estado estadounidense de Carolina del Norte. En el año 2010 tenía una población de 5.636 habitantes.

## Geografía
El municipio de Weldon se encuentra ubicado en las coordenadas 36°24′43.55″N 77°36′50.92″O / 36.4120972, -77.6141444.